# Żyła biodrowa wewnętrzna

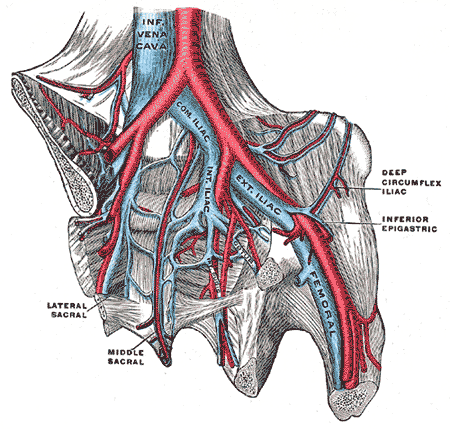
Żyła biodrowa wewnętrzna podpisana int. iliac

Żyła biodrowa wewnętrzna (łac. vena iliaca interna) – w anatomii człowieka gruby i krótki pień żylny, który powstaje z połączenia żył odprowadzających krew ze ściany miednicy oraz narządów w niej zawartych (żyły te noszą nazwę odpowiadających im tętnic lub też dookoła narządów miednicy wytwarzają obfite sploty)  łączy się z żyłą biodrową zewnętrzną i wytwarza żyłę biodrową wspólną.

## Przebieg
Początek żyły biodrowej wewnętrznej znajduje się w górnej części otworu kulszowego większego,  po czym wstępuje ku górze, przylegając do części bocznej kości krzyżowej. Po dojściu do stawu krzyżowo biodrowego łączy się z żyłą biodrową zewnętrzną i wytwarza żyłę biodrową wspólną.

## Dopływy
Gałęzie ścienne:
- żyła biodrowo-lędźwiowa (vena iliolumbalis)
- żyły krzyżowe boczne (venae sacrales laterales)
- żyły pośladkowe górne (venae gluteae superiores)
- żyły pośladkowe dolne (venae gluteae inferiores)
- żyły zasłonowe (venae obturatoriae)

Gałęzie trzewne:
- żyła sromowa wewnętrzna (vena pudenda interna)
- splot żylny odbytniczy (plexus venosus rectalis)
- splot żylny pęcherzowy (plexus venosus  vesicalis)
- splot żylny sterczowy (plexus venosus prostaticus)
- żyła maciczna (vena uterina)
- splot żylny pochwowy (plexus venosus vaginalis)

## Odmiany
- żyła udowa wewnętrzna może być podwójna jednostronnie lub dwustronnie (w tych przypadkach obie żyły udowe leżą po dwóch stronach tętnicy)
- podwójna żyła udowa może łączyć się krótkimi zespoleniami tworząc formę splotowatą